# Главный комплекс гистосовместимости

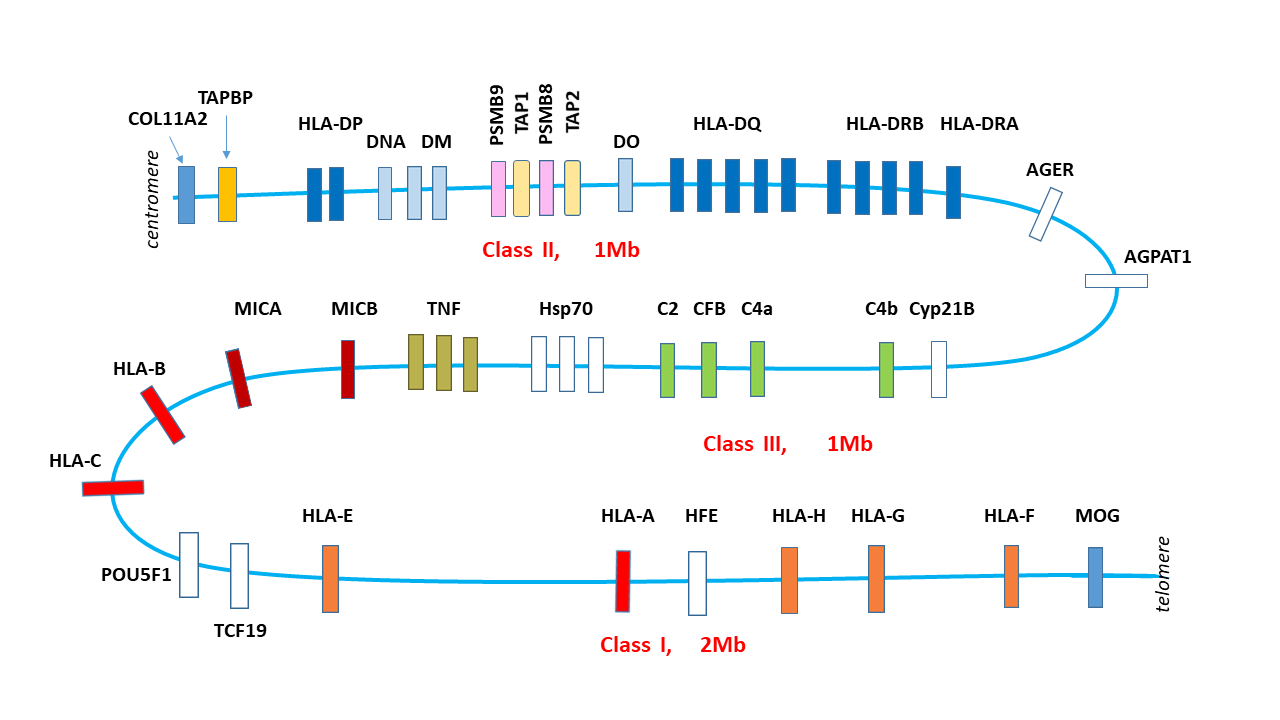
Гены МНС локуса человека (HLA-локус)

Структура комплекса MHC-I

Структура комплекса MHC-II

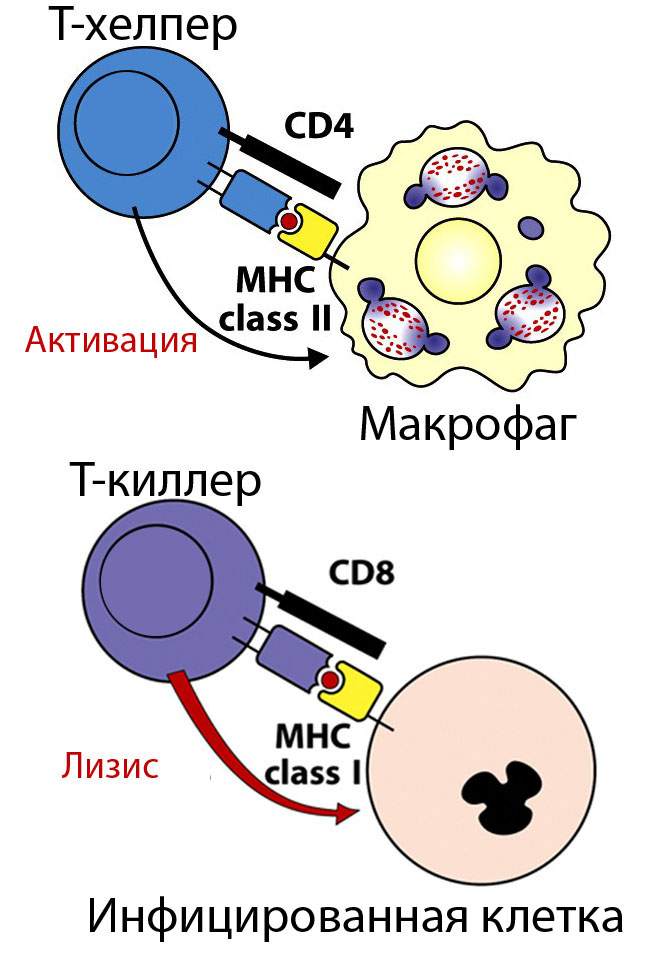
Взаимодействие Т-хелперов и Т-киллеров с MHC-комплексами

Презентация антигена MHC-I комплексом

Главный комплекс гистосовместимости (ГКГС, или ГКГ, англ. MHC, major histocompatibility complex) — большая область генома или большое семейство генов, обнаруженное у позвоночных и играющее важную роль в иммунной системе и развитии иммунитета. Название «комплекс гистосовместимости» эта область получила потому, что обнаружена она была при исследовании отторжения чужеродных тканей. Изучение свойств и функций продуктов генов MHC показало, что отторжение трансплантата организмом при несовпадении их MHC является экспериментальным артефактом, маскирующим истинную функцию MHC — презентацию антигена лимфоцитам для распознавания и удаления собственных изменённых клеток.
Эволюционно MHC возник 450 миллионов лет назад вместе с появлением челюстноротых рыб (лат. Gnathostomata). Если у бесчелюстных приобретённый иммунитет основан на вариабельных лимфоцитарных рецепторах (VLR), Т-подобных и В-подобных рецепторах, то у челюстноротых появились иммуноглобулины (Ig), Т-клеточные рецепторы (TCR) и MHC.

## История
Первое описание MHC было сделано в середине XX века. В частности, Георгом Снеллом была обнаружена на 17-й хромосоме мышей большая группа генов, кодирующих белки, определяющие совместимость тканей и органов при их пересадке, что позволило объяснить отторжение пересаженной кожи, если донор и реципиент имеют разные варианты (аллели) MHC. Вскоре такие же гены были найдены Жаном Доссе у людей, он же вскоре описал первый лейкоцитарный антиген человека — молекулу белка, которую мы сейчас называем HLA-A2. Позднее Барух Бенасерраф продемонстрировал на морских свинках, что гены MHC не только определяют индивидуальность организма, но модулируют иммунный ответ. За эти исследования в 1980 году этим трём учёным была присуждена Нобелевская премия по Медицине и Физиологии «за открытие генетически определённых структур на поверхности клеток, определяющих иммунную реакцию».
В 1974 году Рольф Зинкернагель и Питер Дохерти продемонстрировали, что цитолитический Т-лимфоцит распознает комбинацию вируса и MHC класса I молекулы хозяина, а тот же самый лимфоцит не распознает клетку, заражённую тем же вирусом, если она имеет другой аллель полиморфной MHC-I. За эту работу Нобелевский комитет присудил Зинкернагелю и Дохерти Нобелевскую премию по Физиологии и Медицине в 1996 году. Через 10 лет после публикации Зинкернагеля и Дохерти стало ясно, что Т-клеткам нужен не весь вирус, даже не весь вирусный белок, антигеном является маленький пептид, получаемый при протеазном расщеплении вирусного белка. Через два года после этого постдок Дона Уайли Памела Бьоркман определила первую трехмерную структуру молекулы HLA-A2.

## Гены
Главный комплекс гистосовместимости является регионом с одной из самых высоких плотностей локализации генов. У человека 1 ген приходится на 18000 пар нуклеотидов. Но еще плотнее расположены MHC у птиц. У курицы средний размер интронов в MHC-локусе составляет 200 оснований, а расстояние между генами, включая промоторы, может быть всего 30 оснований, что приводит к среднему размеру гена кур в три раза меньше, чем размер аналогичных генов млекопитающих.
У человека область MHC исторически называется человеческий лейкоцитарный антиген (англ. HLA, Human Leucocyte Antigen), поскольку открыта она была при изучении различий клеток белой крови у разных людей, у свиней она носит название SLA (Swine Leucocyte Antigen), у собак DLA, у коров BoLA, у мышей — область H-2, у крыс — RT1, у кур — B, и т. д. У разных организмов они находятся на разных хромосомах, имеют разную длину и включают разное число генов, но общее устройство у всех похоже. Самая изученная MHC-область — человеческая HLA, находится на коротком плече хромосомы 6 между генетическими маркерами MOG и COL11A2 и составляет около 4 млн пар нуклеотидов (6р21.1-21.3). HLA содержит более 200 генов, многие из которых чрезвычайно полиморфны. Не все эти гены связаны с иммунитетом, у человека лишь 40 % генов HLA кодируют белки, вовлеченные в иммунный ответ. И наоборот, есть много белков иммунной системы, чьи гены расположены на других хромосомах, например, гены Т-клеточного рецептора находятся на хромосоме 14, гены интерферонов на хромосомах 9 и 12 и т. д.
В HLA выделяют три подобласти; если считать от теломеры, то сначала идет область, называемая класс I, затем класс III и класс II. У других организмов последовательность классов может быть другой. У рыб класс II вообще находится на другой хромосоме.
Два набора генов, класса I и II, кодирующие так называемые MHC класс I и MHC класс II молекулы, являются центральными игроками клеточного иммунитета. Основная функция MHC-I и MHC-II молекул — связывание пептидных фрагментов, полученных при внутриклеточном расщеплении белковых молекул, и презентация этих пептидов на поверхности клеток для распознавания Т- и NK- клеточными рецепторами. В большинстве своем это пептиды собственных белков, если же в организм попал патоген, то на поверхности клеток будут присутствовать и пептиды из чужих белков. Несмотря на то, что доля чужих пептидов на клеточной поверхности очень мала (одна молекула на десятки и сотни тысяч своих пептидов), такие зараженные клетки быстро распознаются Т-лимфоцитами и разрушаются иммунной системой. Презентация собственных белков на поверхности клеток чрезвычайно важна, иммунная система постоянно отслеживает и уничтожает не только инфицированные, но и поврежденные или измененные клетки.
Два свойства белков MHC являются очень важными при использования их в приобретённом иммунитете. Во-первых, полигенность: каждый организм имеет несколько генов MHC. Так, например, у каждого человека есть три гена комплекса MHC-I, HLA-A, HLA-B и HLA-C. Во-вторых, полиморфность — в популяции существует множество вариантов каждого гена, так для HLA-A на 2020 год известно 5907 аллелей, кодирующих 3702 разных белковых молекул. Просмотреть все описанные варианты молекул HLA можно в базе данных IMGT (www.imgt.org).
Наряду с классическими молекулами MHC-I, HLA-A, HLA-B и HLA-C в области класс I есть гены так называемых неклассических комплексов HLA: MICA, MICB, HLA-E, HLA-F и HLA-G, отличающихся от классических меньшей полиморфностью и меньшим уровнем экспрессии. MICA (MHC class I polypeptide-related sequence A) кодирует мембранно-связанный гликопротеин, чья экспрессия вызывается стрессом — температурой, вирусной или бактериальной инфекцией, онкогенной трансформацией и пр. MICA является самым полиморфным из неклассических HLA, у человека описано более 150 вариантов (IMGT). MICA является лигандом рецептора CD94/NKG2D, который экспрессируется на NK-клетках и некоторых Т-лимфоцитах. При связывании с MICA CD94/NKG2D активирует цитолитическую активность этих клеток. Таким образом, MICA является сигналом иммунной системе на раннюю реакцию в ответ на инфекцию или спонтанное возникновение модифицированных раковых клеток. HLA-E связывает обычно сигнальные пептиды классических HLA-A, B и C и служит лигандом NK-клеточных рецепторов CD94/NKG2A или CD94/NKG2B, ингибируя их цитотоксическую активность. HLA-G экспрессируется только на зародышевых клетках плаценты, играя важную роль в иммунотолерантности при беременности.
В отличие от комплексов MHC-I, белки MHC-II экспрессируются исключительно в так называемых профессиональных антиген-презентирующих клетках (англ. APC). К ним относятся дендритные клетки, В-клетки и макрофаги. MHC-II — гетеродимеры, гены обеих цепей принадлежат MHC-локусу. Шесть генов человеческих MHC-II носят названия HLA-DRA (B), HLA-DQA (B) и HLA-DPA (B).
Кроме MHC-I и MHC-II в этом же локусе расположены гены других белков, участвующих в презентации антигена. Два гена каталитической β-субъединицы протеосомы, PSMB8 и PSMB9 начинают экспрессироваться только в том случае, если клетка получила сигнал о наличии в среде гамма-интерферона. Замена каталитических субъединиц превращает протеосому в иммунопротеосому с изменённой протеолитической специфичностью. Иммунопротеосома выпускает пептиды с гидрофобной или основной аминокислотой на С-конце, имеющие большее сродство к MHC-I.
Рядом с PSMB8 и PSMB9 находятся гены TAP1 и TAP2, кодирующие два субъединицы транспортера пептидов через мембрану эндоплазматического о. TAP1 и TAP2 не только переносят пептиды в ЭР, но и помогают им связаться с MHC-I. В этом им помогает тапазин, чей ген TAPBP тоже находится в области класс II геномного локуса HLA.
Пептиды комплекса MHC-II получаются из лизосомального, а не протеосомного расщепления. Ген HLA-DM кодирует белок DM, который катализирует связывание пептидов с MHC-II. Рядом находится HLA-DO, ген отрицательного регулятора HLA-DM.
Локус HLA содержит также гены трёх цитокинов семейства фактора некроза опухоли, TNF, гены белков системы комплемента (C2, C4а, C4b, CFB) и много других генов, чьи продукты не связаны напрямую с иммунной системой, например, CYP21P — один из цитохромов Р450, POU5F1 и TCF19 — факторы транскрипции, AGER — регулятор многих клеточных процессов, Hsp70 и т. д.
Описание MHC человека с полным секвенированием и аннотацией генов было опубликовано в 1999 году в журнале Nature центрами секвенирования Великобритании, США и Японии. Представленная последовательность называлась виртуальной MHC, поскольку это была мозаика, составленная из кусков генома людей с разными гаплотипами.
В том же номере журнала Nature было опубликовано описание куриной MHC, которая в 20 раз короче человеческой и включает только 19 генов. B-локус кур имеет все признаки MHC: там расположены гены классических MHC-I и MHC-II молекул, он определяет тканевую специфичность и иммунный ответ. MHC-локус кур гораздо компактнее человеческого, центральная его область от гена класс II до гена класс I молекул имеет всего 44 000 оснований, хотя содержит 11 генов. Порядок генов другой, класс I и класс II области не разделены длинной класс III областью. Почти все гены B-локуса кур имеют ортологов у млекопитающих, но много генов, имеющихся в MHC-областях млекопитающих, отсутствуют у кур. В B-области кур есть всего два гена молекул MHC-I и MHC-II, отсутствуют DN и DOB, нет генов каталитических субъединиц протеасом, ген неполиморфной субъединицы MHC-II, class IIa находится вне B-локуса. Зато присутствуют гены лектина и NK-рецептора, которые у млекопитающих находятся на другой хромосоме.
Секвенирование MHC-локуса перепелов показало похожую, но более сложную организацию, из-за нескольких дупликаций. Так у перепелов есть семь генов молекул MHC класс I, семь генов b-цепи MHC класс II и 8 BG-подобных генов.
Секвенированы MHC-локусы нескольких рыб. У всех у них класс II и класс I области не связаны между собой и находятся на разных хромосомах. В отличие от птиц, рыбы, как и млекопитающие, имеют в MHC-области гены каталитических субъединиц протеасом, но они расположены в области класс I, вместе с генами транспортера TAP, TAPBP. Количество генов классических MHC у разных рыб разное, например, у фугу девять генов молекул MHC класс I, а у данио их только три.
База данных IMGT (International Immunogenetics information system) содержит информацию о нуклеотидных последовательностях MHC-локусов 77 разных видов (по состоянию на 2019-12-19).

## Белки

### MHC-I
Белковая молекула MHC-I — гетеродимер, состоящий из инвариантной малой субъединицы, называемой β2-микроглобулин, и тяжёлой полиморфной α-субъединицы, кодируемой одним из генов класса I локуса MHC (у человека — HLA-A, HLA-B или HLA-C). α-цепь MHC-I содержит 365 аминокислот. 284 N-концевых остатка образуют экстра-клеточную часть молекулы, следующая за ними трансмембранная спираль удерживают MHC-I на поверхности клетки, а последние 32 аминокислоты, расположенные в цитозоле, отвечают за внутриклеточный транспорт MHC-I из эндоплазматического ретикулума на поверхность . Кристаллографический анализ показал, что внеклeточная область α-цепи MHC-I делится на три домена α1, α2 и α3, каждый по 90 аминокислот. α1 и α2 домены образуют антиген-связывающую часть MHC-I. Антигеном для MHC-I являются пептиды длиной 8—10 аминокислот. α3 домен имеет иммуноглобулиновую укладку, такую же как соседний β2-микроглобулин, эти два иммуноглобулиновых домена отделяют пептид-связывающую область от клеточной мембраны. α1 и α2 домены имеют одинаковую третичную структуру из четырёх антипараллельных β-стрендов и длинной α-спирали, лежащей сверху. Вся α1 — α2 конструкция напоминает плоскодонку, дно которой образовано восемью β-стрендами, а борта α-спиралями. Внутри этой плоскодонки размещается пептид, напоминая команду гребцов из 8—10 участников. Пептид имеет протяжённую конформацию, так что в отличие от команды гребцов, боковые цепи соседних аминокислот будут направлены в разные стороны. Часть из них будет направлена вниз, связываясь в карманах дна пептидо-связывающего желоба MHC-I. Разные MHC-I имеют разные карманы, определяя пептидную специфичность каждого аллеля. Например, HLA-A2 имеет небольшие гидрофобные карманы для остатков 2 и 9, и положительно-заряженный карман для остатка 4, поэтому HLA-A2 связывает пептиды, имеющие Leu/Met в положении 2, Asp/Glu в положении 4 и Val/Leu в положении 9. А вот аллель HLA-B27 связывает пептиды с Arg на втором месте, Phe/Trp/Tyr на третьем и Leu/Phe на девятом. Посмотреть мотивы пептидов для разных аллелей можно на сервере MHCMotifViewer. Остатки пептида, смотрящие вверх, будут взаимодействовать с Т-клеточным рецептором, как и несколько остатков самой MHC, опреляя двойную специфичность этого рецептора, патогенного пептида и данного аллеля MHC хозяина.
Если карманы определяют специфичность пептида, то главную роль в его связывании с MHC-I играет основная цепь, включая N- и C-концы, которые у 99 % пептидов погружены в дно желоба и закрыты остатками спиралей от окружения. Поэтому длинные пептиды обычно имеют выпячивание в центре, так как их концы удерживаются в том же месте, что и у более коротких пептидов.

### MHC-II
MHC-II молекулы имеют точно такую же доменную организацию, как и MHC-I, но их четыре домена расположены на двух полиморфных субъединицах примерно одинакового размера. Как α-, так и β-субъединицы имеют α1 (или β1) домен, образующий половину антиген-связывающего участка и иммуноглобулиновый домен α2 (β2), расположенный ближе к клеточной мембране. Обе цепи имеют трансмембранную спираль и короткий цитоплазматический конец в 12—18 аминокислот. Трехмерная структура внеклеточных частей MHC обоих классов очень похожа, пептид также связывается в жёлобе между двумя спиралями. Основное отличие состоит в том, что спирали, образующие стенки антиген-связывающего желоба MHC-II, не подходят близко друг к другу, и жёлоб оказывается открыт с обоих концов. По этой причине, ни N-, ни C-концы пептида не принимают особого участия в связывании с MHC-II, более того, часто наблюдают, что они свешиваются наружу, что хорошо коррелирует с тем фактом, что антигены MHC-II гораздо длиннее, чем у MHC-I.

## ГКГ и выбор сексуального партнёра
Предпочтения в отношении партнеров, обладающих генами, отличными от собственных в главном комплексе гистосовместимости (MHC), полиморфной группе локусов, связанных с иммунной системой, были обнаружены рядом независимых исследований 1970—1990-х гг.  Эксперименты, проведённые первоначально на мышах и рыбах, затем на добровольных участниках-людях, показали, что женщины имели склонность выбирать партнёров с ГКГ, отличным от собственного. Эти предпочтения могут помогать людям выбирать генетически совместимых партнеров и могут адаптивно функционировать для предотвращения инбридинга или повышения гетерозиготности и, таким образом, иммунокомпетентности потомства. Большинство генов в регионе MHC выражают чрезвычайно высокий внутрипопуляционный полиморфизм . Одна из возможных причин этого в том, что полиморфизм поддерживается преимуществом гетерозиготы. Поскольку экспрессия гена MHC является кодоминантной, гетерозиготы MHC экспрессируют абсолютно больше типов функциональных белков MHC, чем гомозиготы, и, таким образом, способны представлять более широкий спектр пептидов. Особи одного или обоих полов предпочитают партнеров, обладающих относительно непохожим генотипом MHC по сравнению с их собственным. Выбор MHC-несходных партнеров увеличивает гетерозиготность потомства в MHC. Поскольку некоторые исследования показывают, что гетерозиготность MHC связана с преимуществом при иммунном вызове, такое предпочтение может потенциально увеличить устойчивость к патогенам у полученного потомства .
Однако, были проведены исследования, которые показали, что выбор женщинами мужчин по запаху их одежды менялся на противоположный в случае использования гормональных оральных контрацептивов .  Женщины, не принимавшие противозачаточные таблетки, оценивали как более приятные запахи мужчин с антигенами MHC, которые отличались от их собственных . Запах мужчин с MHC-отличием также напоминал им запах их нынешнего или предыдущего партнера чаще, чем запах мужчин с MHC-подобным набором. Напротив, женщины, принимавшие противозачаточные таблетки, предпочитали запах мужчин с MHC-подобным набором. Авторы предположили, что эффект гормональной контрацепции физиологически имитирует беременность, и интерпретировали свои выводы с точки зрения сдвига предпочтений во время беременности в сторону родственников, которые с наибольшей вероятностью будут помогать в уходе за потомством. В последнее время появился интерес к возможности того, что гетерозиготность у доноров запаха также может быть различимой и предпочтительной .